# Ponte di Castel Giubileo
Il ponte di Castel Giubileo è un viadotto di Roma che attraversa il fiume Tevere in zona Castel Giubileo. È attraversato dall'autostrada A90 e sotto di esso vi è posta l'omonima centrale idroelettrica. Si tratta del primo ponte sul Tevere in cui ci si imbatte da nord.

## Storia
Il primo ponte di Castel Giubileo fu realizzato in ferro negli ultimi anni del XIX secolo ma fu distrutto durante la seconda guerra mondiale prima dai bombardamenti alleati del 19 luglio 1943, poi dalle forze dell'Asse in ritirata il 5 giugno 1944 e, dopo esser stato provvisoriamente ricostruito dagli Alleati, fu definitivamente distrutto dalla piena del 1º settembre 1965.
Negli anni 1950 fu realizzato il viadotto, costruito pochi metri più a nord, che assunse poi il nome del vecchio ponte distrutto.

## Collegamenti
|  | È raggiungibile dalle stazioni: Saxa Rubra, Labaro e Centro Rai. |

|  | È raggiungibile dalla stazione di Fidene. |